# Prabuty

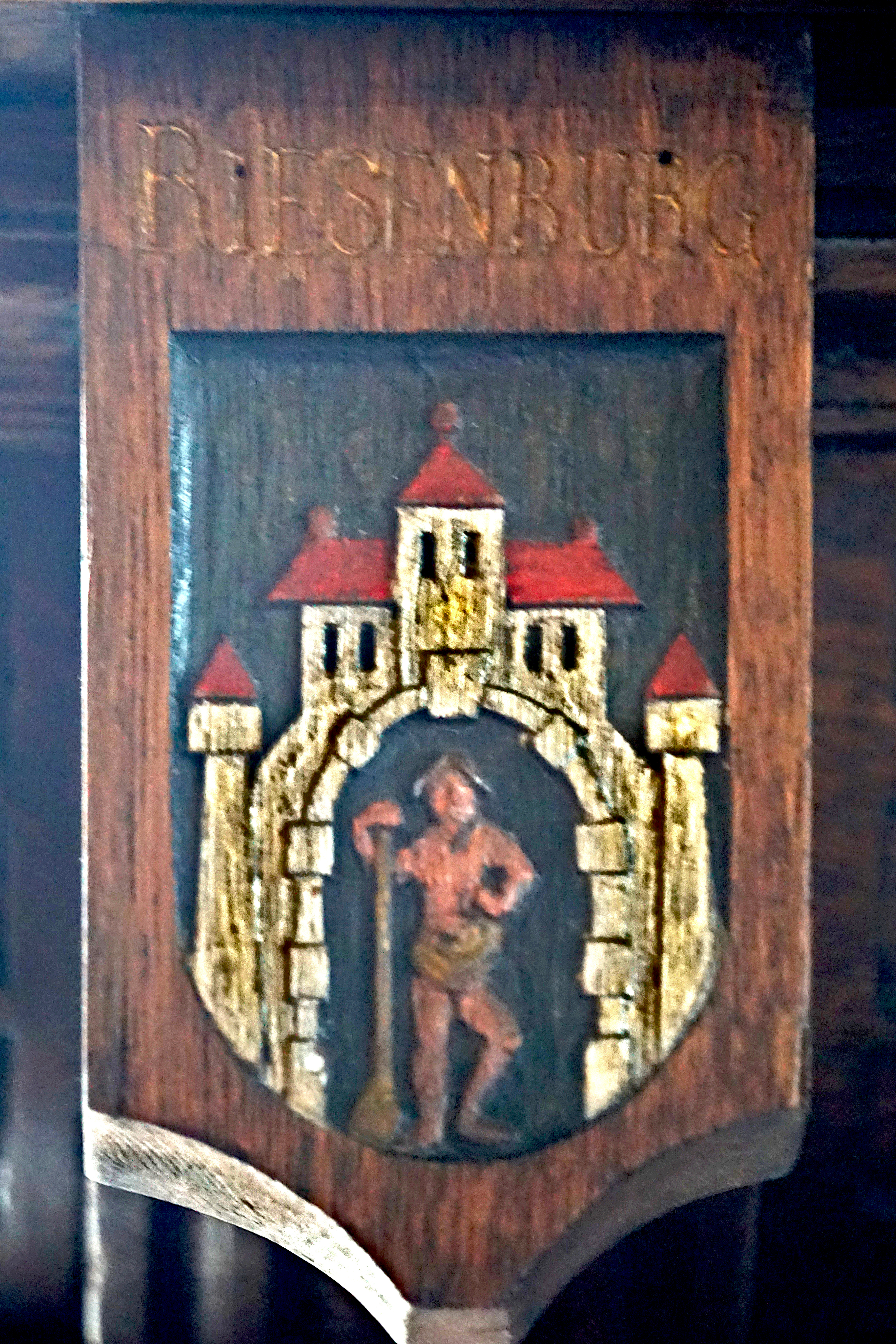
Herb Prabut w sali plenarnej staromiejskiego ratusza w Gdańsku

Prabuty (niem. Riesenburg) – miasto w północnej Polsce, we wschodniej części województwa pomorskiego w powiecie kwidzyńskim. Siedziba gminy miejsko-wiejskiej Prabuty. W latach 1975–1998 miasto administracyjnie należało do woj. elbląskiego.
Gmina Prabuty, wliczając w to miasto Prabuty i tereny wiejskie, liczy łącznie 12 998 mieszkańców. Miasto Prabuty zamieszkuje 8 129 osób, natomiast pozostała część gminy (wiejska) - 4 244 osób, podaje serwis Gov.pl. 
Rozwinął się tu przemysł drzewny, materiałów budowlanych oraz elektromaszynowy. Prabuty są także stacją węzłową położoną przy trasie Warszawa – Gdynia.

## Położenie
Prabuty leżą na obszarze dawnej Pomezanii, w historycznych Prusach Górnych, a także na Powiślu.
Według regionalizacji fizycznogeograficznej Polski miasto położone jest na pograniczu Pojezierza Łasińskiego i Pojezierza Dzierzgońsko-Morąskiego, które stanowią część makroregionu Pojezierza Iławskiego.
Przez miasto przepływa rzeka Liwa.

## Nazwa
Niemiecka nazwa Riesenburg pochodzi z połączenia pruskiej nazwy włości Resja/Rezja z członem Burg – „gród”. Etymologia ludowa wywodzi zaś nazwę miasta od niemieckiego słowa Riese – „olbrzym” i Burg – „gród”, co wyjaśnia określenie Riesenburg jako „gród olbrzyma” (stąd też olbrzym z maczugą umieszczony w herbie miasta).
Źródła podają następujące nazwy miejscowości: Resin, Rysenburg (1233), Resia (1250), Prebutyn (1258), Resemburg (1265), plebano de Resya (1286), Rysen (1326), castro Resinburg (1326), civitas Resinburg (1330), Risenburgk (1342), Resitten (1411), Resenburg (1454, 1466), Prabuth, Prabuti, Preybuth, Prabutas, Preibutas.
Staropolska nazwa osobowa Preybuth pojawiła się w XV wieku. Na mapie rękopiśmienniczej Sędziwoja z Czechła jest Prabuth castrum et civitas. Potem są zapisy Prabuth alias Resenburg (1454, 1466) i Prabuti, co może oznaczać równoważność obu nazw.
Stanisław Rospond uważał, w oparciu o staropruskie nazwy Preybutten lub Prebutyn (1258 rok) z półwyspu Sambia, że termin ten pochodzi od litewskiego nazwiska Preibutas lub pruskiego peri ("przy") i buttan ("dom"). Sądził, że pruskie Prabutas to "miejsce stałego pobytu". Od XIX wieku utarła się spolszczona nazwa Prabuty. Nie ulega wątpliwości, że zarówno nazwa polska, jak i niemiecka związane są z pierwotnymi mieszkańcami tej ziemi – Prusami.
Obecna nazwa została administracyjnie zatwierdzona 7 maja 1946.

## Historia

### Kalendarium

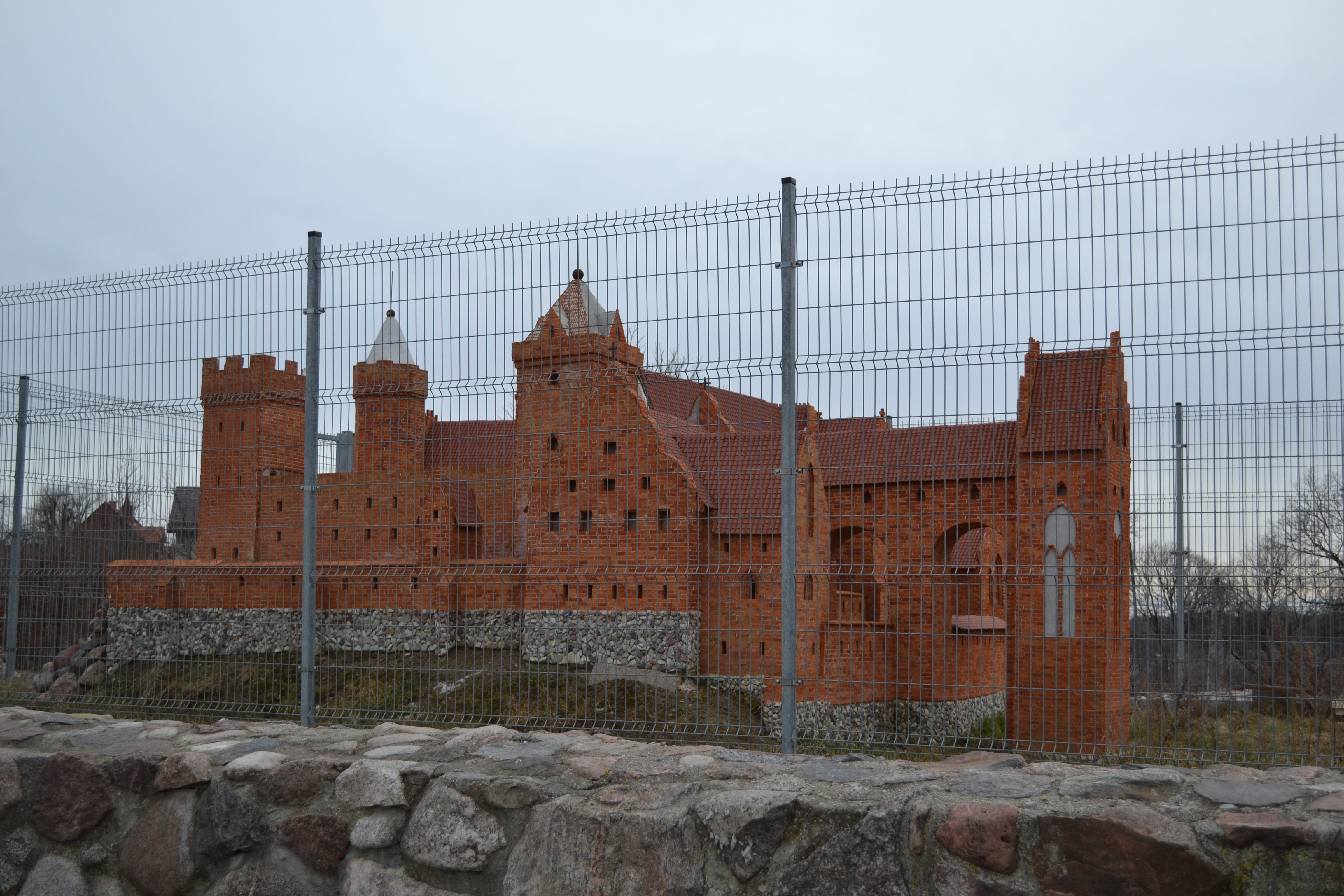
Makieta Zamku Biskupów Pomezańskich w Prabutach

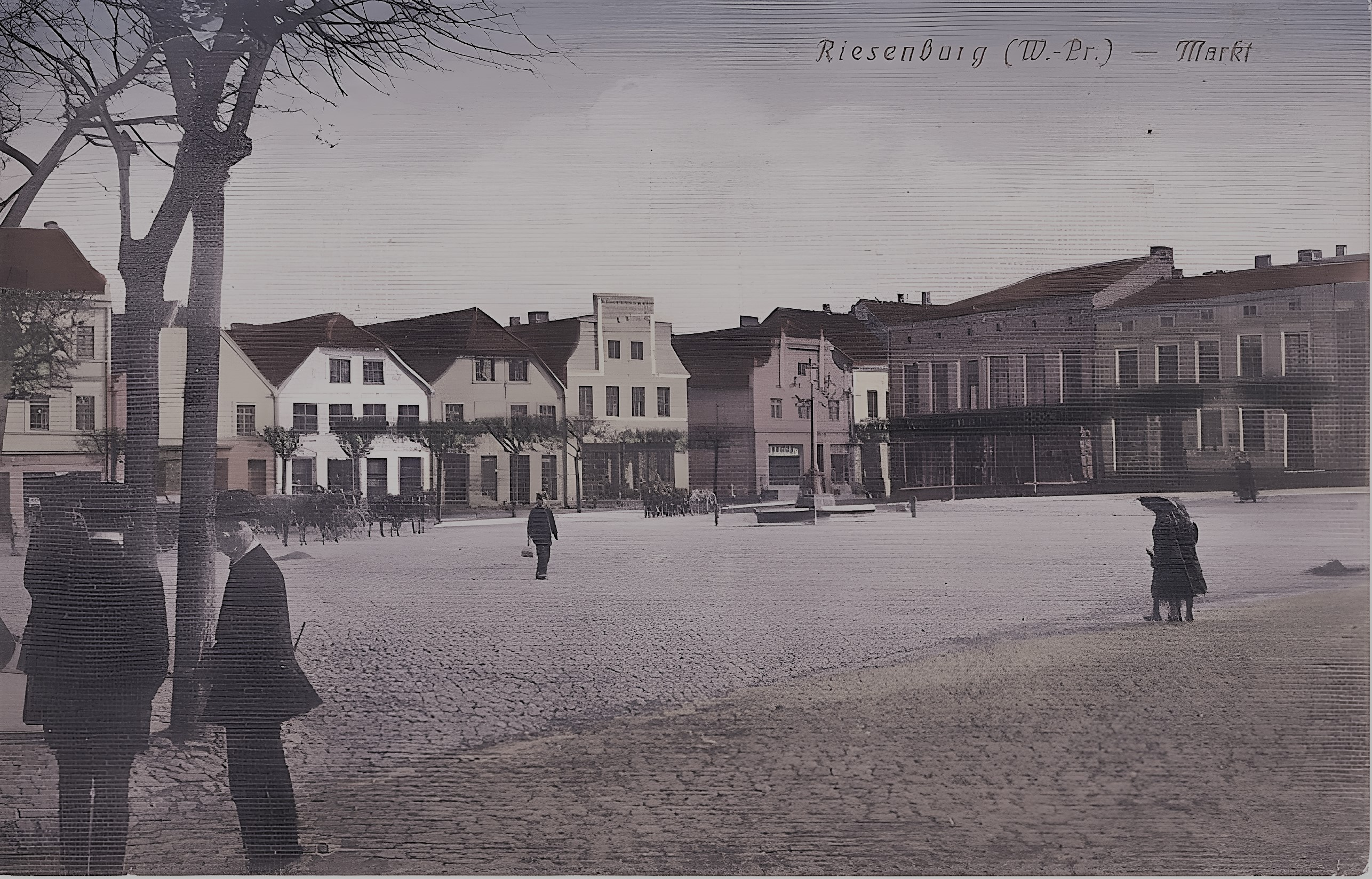
Prabucki rynek w okresie rozbiorów

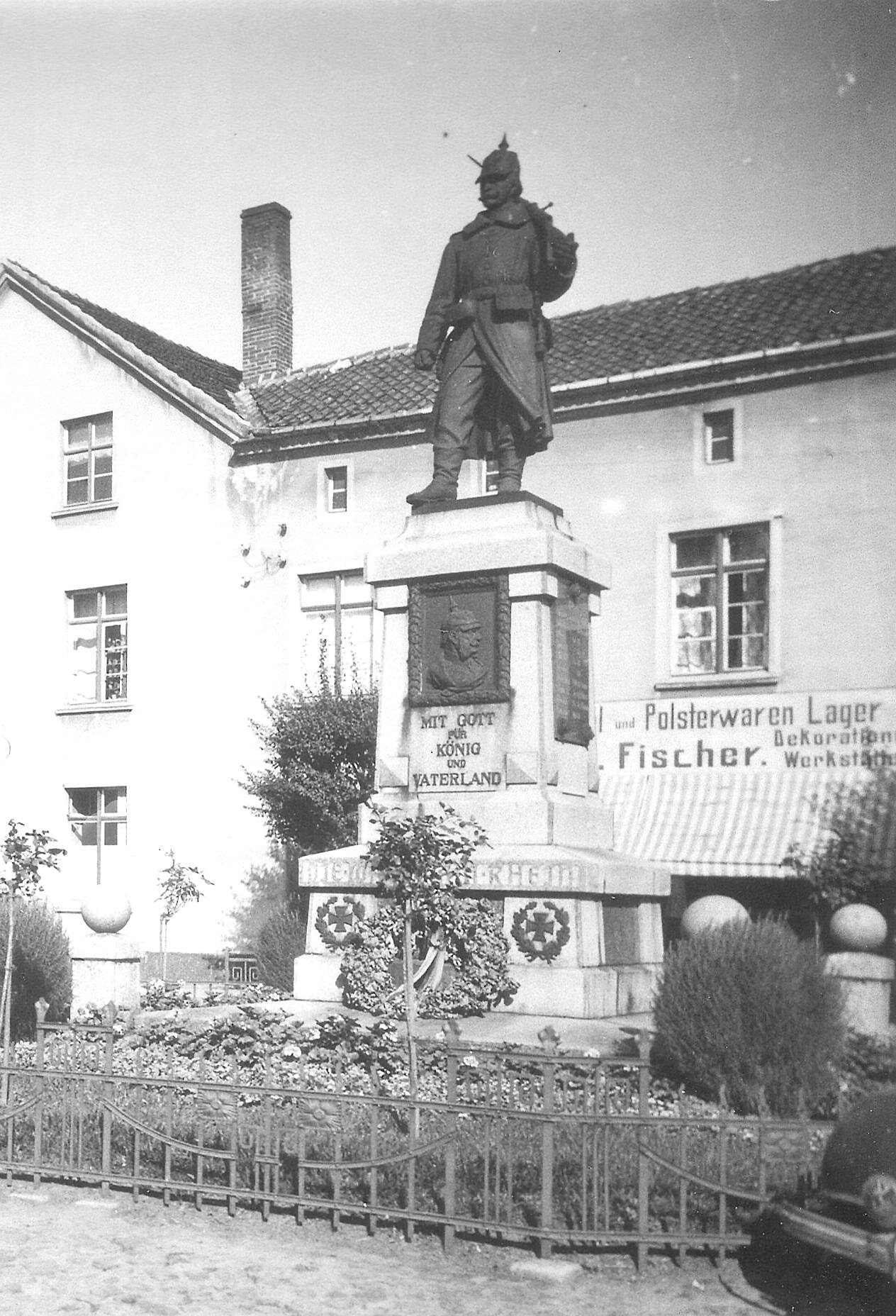
Pomnik cesarza Wilhelma I na rynku w Prabutach, fot. XIX w.

- 1233–1283 – podbój terenów Prus przez Zakon Krzyżacki
- 1236 – pierwsza historyczna wzmianka o pruskim grodzie Resin lub Reizija nad jeziorem Liwieniec, który zostaje zniszczony przez wojska krzyżackie pod wodzą margrabiego Henryka Wspaniałego z Miśni[10][8]. Na jego miejscu zostaje wzniesiony drewniany zamek.
- 1250 – utworzenie diecezji pomezańskiej
- 1255 – Prabuty wraz z okolicznymi terenami przechodzą pod władzę świecką biskupa pomezańskiego
- 1267–1277 – budowa zamku murowanego. Przy zamku rozwija się osada, która być może już przed 1285 roku, a raczej na pewno między 1305 a 1321 rokiem, otrzymała prawa miejskie (pierwszy przywilej lokacyjny miasta nie zachował się)[8]
- 1310–1330 – wzniesienie katedry.
- 1330 – odnowienie przywileju lokacyjnego miasta na prawie chełmińskim. Tego samego roku rozpoczyna się budowa ratusza.
- 1342–1345 – rozpoczęcie budowy synagogi, która funkcjonuje do 1853 roku
- 1375 – wybuch pożaru, który trawi połowę miasta
- 1378–1402 – budowa kaplicy zamkowej pw. Najświętszej Marii Panny.
- 1381 – w drodze do Rzymu zatrzymuje się w Prabutach litewski książę Świdrygiełło.
- 1404 – założona zostaje szkoła zamkowa, później miejska
- 1414 – w mieście przebywa król Władysław Jagiełło
- 1450 – miasto przystępuje do Związku Pruskiego. Rok później biskup pomezański Caspar wygania z Prabut zwolenników tej organizacji
- 1458 – w czasie wojny trzynastoletniej w Prabutach zawarty zostaje rozejm polsko-krzyżacki
- 1466 – na mocy pokoju toruńskiego Prabuty pozostają nadal we władaniu biskupów pomezańskich.
- 1501–1525 – Prabuty stają się stolicą diecezji pomezańskiej[11]
- 1525 – diecezja pomezańska przestaje istnieć. Miasto zostaje siedzibą książęcego starosty[12]
- 1628 – w zamku prabuckim rezydują polscy delegaci na pertraktacje ze Szwedami
- 1688, 1722, 1788 i 1868 – wybuchają pożary miasta. Spłonął wówczas kościół tzw. polski i ratusz miejski (w 1868), który zostaje rozebrany[8]
- 1709–1710 – podczas epidemii dżumy w mieście zmarły 933 osoby, czyli połowa mieszkańców
- 1726–1753 – powstanie miejskiej instalacji wodociągowej
- 1758–1762 – miasto staje się siedzibą rosyjskiego sztabu wojskowego
- 1807 – przez Prabuty przechodzą wojska Napoleona Bonapartego
- 1876 – miasto zyskuje połączenie kolejowe z Malborkiem i Iławą, a w 1899 r. z Jabłonowem Pomorskim.
- 1914–1918 – w czasie I wojny światowej w mieście stacjonuje sztab wojenny Hindenburga[13]
- 1922 – na miejscu ratusza zbudowana zostaje fontanna
- 1928–1932 – budowa szpitala psychiatrycznego na 2000 miejsc. W 1939 r. szpital został zlikwidowany. Pacjenci w cięższym stanie zostali zamordowani, lżej chorzy zostali przeniesieni do szpitala w Starogardzie Gdańskim, gdzie również większość z nich wymordowano[14]
- 1939 – powstanie oficerskiego obozu przejściowego, do którego 4 października tegoż roku zostaje skierowany major Henryk Sucharski wraz z pozostałymi oficerami z Westerplatte
- 1945 – wojska sowieckie niszczą ok. 60% miasta[15]. Następuje wysiedlenie niemieckich mieszkańców miasta. W ich miejsce przybywają Polacy ekspatriowani z Kresów Wschodnich, głównie z Wołynia[16]
- 1946 – miejscowość zostaje włączona do nowo powstałego województwa olsztyńskiego na terenie powojennej Polski pod nazwą Prabuty. Na miejscu szpitala psychiatrycznego powstaje Państwowe Sanatorium Przeciwgruźlicze[14]
- 1947 – następuje uruchomienie wodociągów, a w 1956 r. linii przesyłowej gazu
- lata 70 – powstanie w Prabutach nowych zakładów przemysłowych i spółdzielni, m.in.: ZHO Hydroster, Spółdzielni Inwalidów „Świt”, Spółdzielni Odzieżowa „Delta”, Spółdzielni Pracy „Tęcza”, Gminnej Spółdzielni „Samopomoc Chłopska” i zakładów obsługujących rolnictwo (PGR-y). Funkcjonuje też duży kompleks szpitalny. Budowane są nowe dzielnice i osiedla mieszkaniowe[10]
- 1978 – w Prabutach rozgrywany jest Memoriał Szachowy mjr. Henryka Sucharskiego[17]
- 1980–1982 – ks. Jan Oleksy przeprowadza odbudowę konkatedry. W 1983 r. następuje stanowienie przy konkatedrze Pomezańskiej Kapituły Kolegiackiej[18]. Pomnik Kresowian w Prabutach

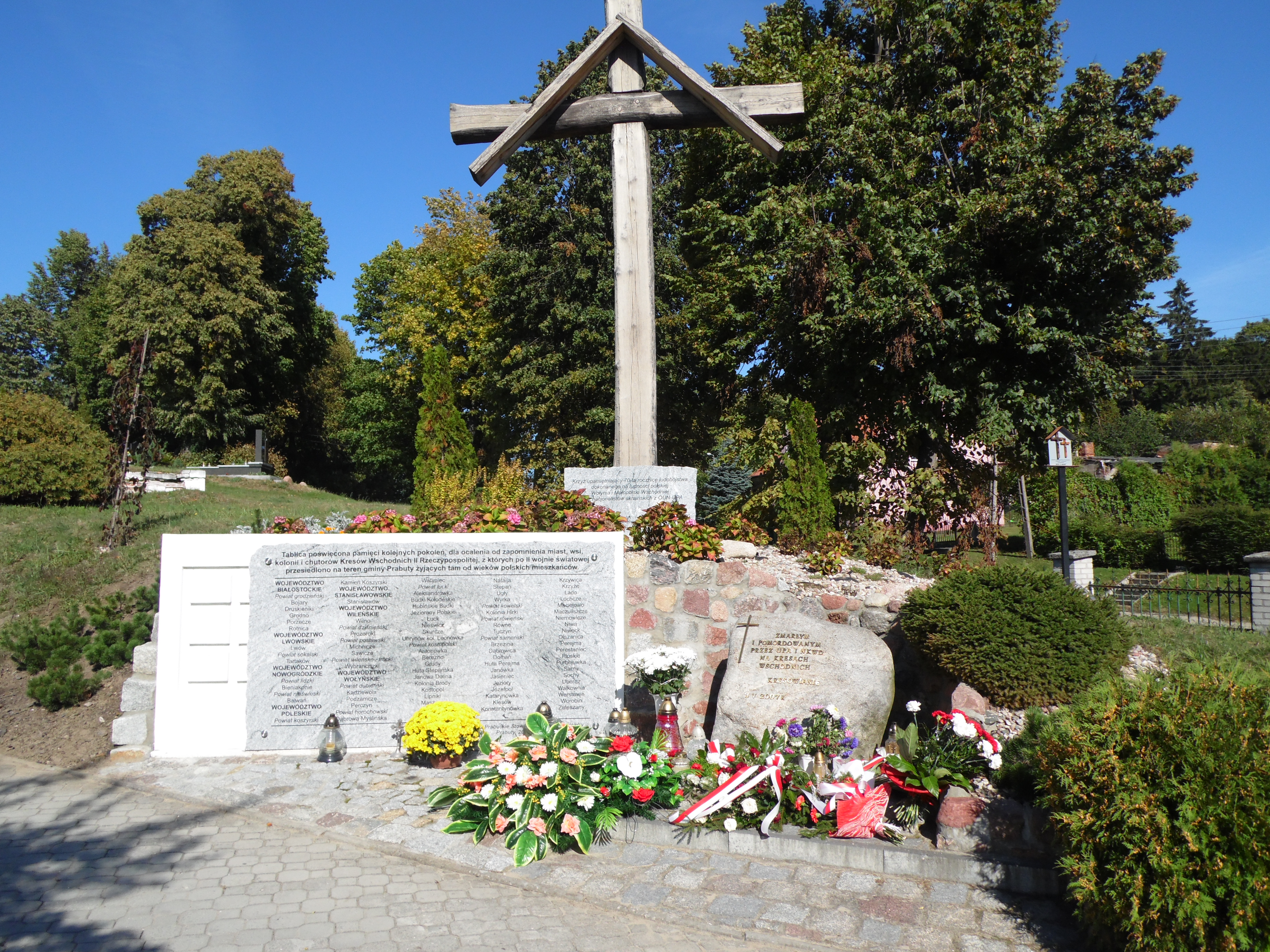
Pomnik Kresowian w Prabutach

- 2014 – powstanie Prabuckiego Stowarzyszenie Kresowiaków, którego prezesem zostaje Andrzej Mosiejczyk. Od 2009 r. Stowarzyszenie organizuje w Prabutach doroczne konferencje popularnonaukowe pod nazwą „Świat Kresów”, a od 2015 r. Rajdy Rowerowe „Pamięci Kresowian[19][20][21]. Z kolei od 2022 r. Turnieje Szachowe „Pamięci Kresowian”[22]. Organizuje także wyjazdy na Kresy[23].Tablica upamiętniająca Polaków zamordowanych przez UPA i NKWD na Kresach Wschodnich.

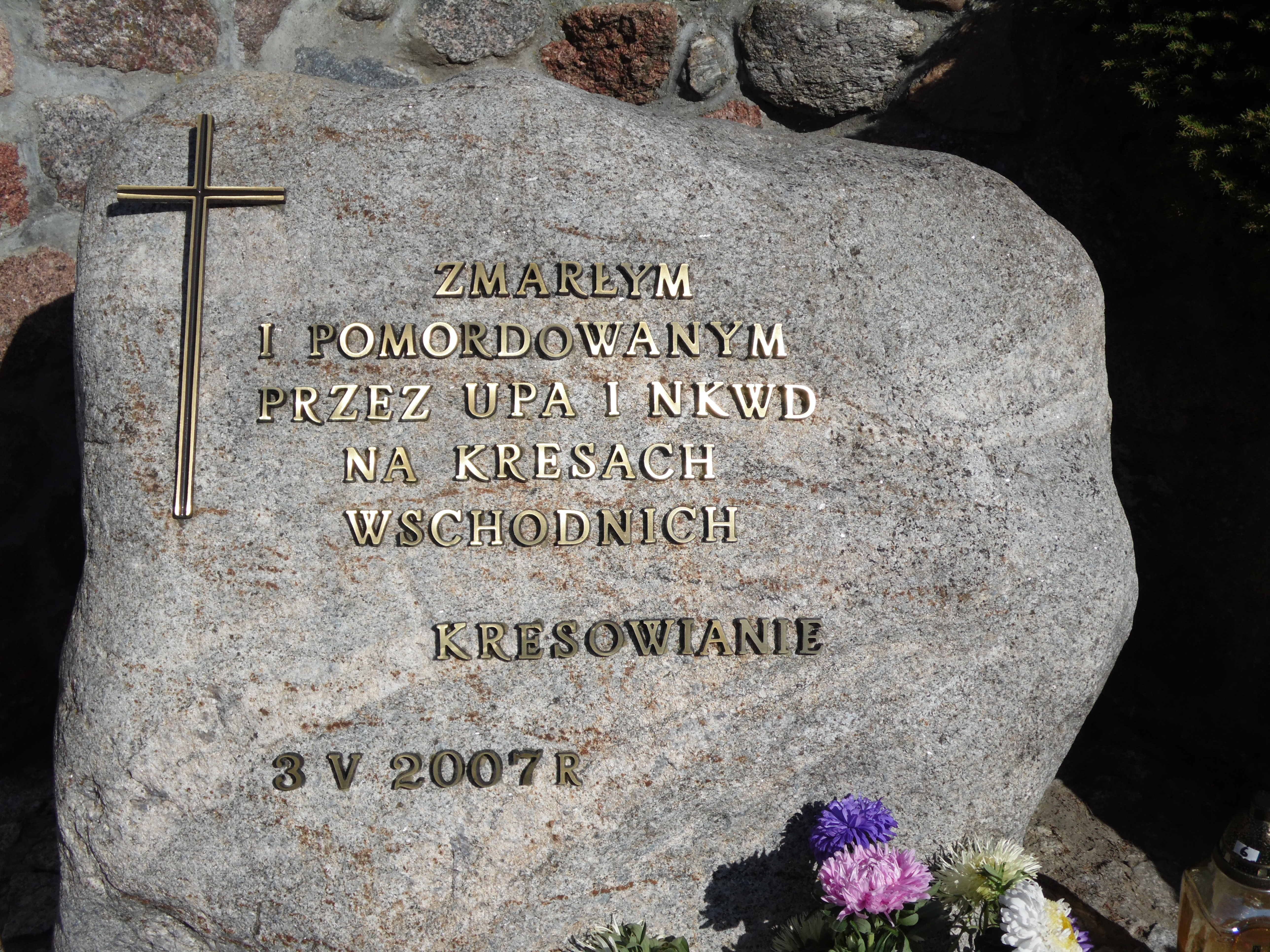
Tablica upamiętniająca Polaków zamordowanych przez UPA i NKWD na Kresach Wschodnich.

## Demografia
Według danych z 31 grudnia 2015 r. miasto miało 8761 mieszkańców.
- Piramida wieku mieszkańców Prabut w 2014 roku[25].

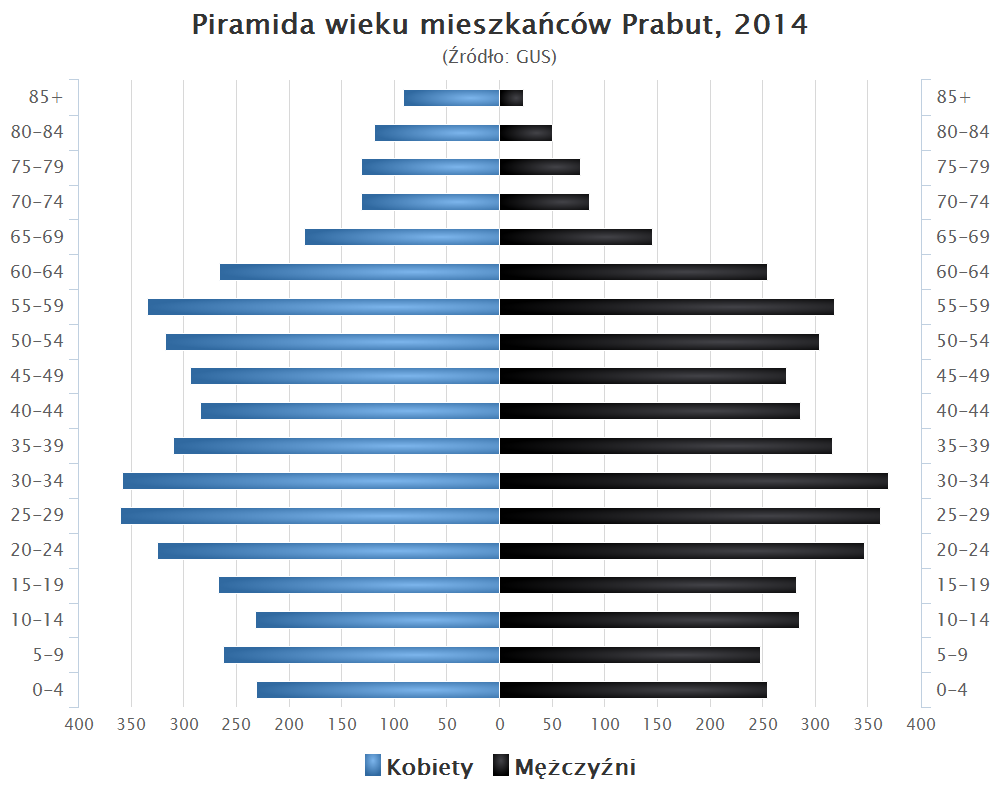

## Zabytki
- gotycka konkatedra św. Wojciecha z przełomu XIV i XV wieku (później przebudowywana), spalona w 1945 przez Sowietów, pozostawała w stanie ruiny, odbudowana w latach 1980–1983;
- kwadratowy rynek (ul. Rynek, ul.Kraszewskiego, ul. Bolesława Prusa, ul. Reja);
- gotycki kościół, tzw. „polski” z XIV w.;
- gotycka Brama Kwidzyńska (XIV wiek);
- pozostałości murów miejskich z XIV wieku;
- neogotycki kościół św. Andrzeja z 1878 r.;
- fontanna Rolanda – zbudowana w roku 1900 przez Franza Schwechtena pierwotnie w centrum Berlina, przeniesiona do Prabut w roku 1929; zdobioną przez lwy fontannę wieńczy rzeźba rycerza Rolanda, przywrócona na swoje miejsce w 2011 r.;
- fundamenty gotyckiego zamku biskupiego z lat 1267–1277. Na wzniesieniu ruin stoi makieta ukazująca rekonstrukcję zamku, konkatedry kapituły pomezańskiej, bram miejskich oraz ratusz miejski i rekonstrukcje rynku;
- zabytkowe wodociągi miejskie z 1728-1732;
- plebania z 1910 roku;
- neogotycka poczta z lat 1893–1896;
- domy mieszkalne: ulice Długa, Zamkowa, Kopernika, Warszawska, Wojska Polskiego, Władysława Jagiełły, Ogrodowa, Barczewskiego, Daszyńskiego;
- budynki użyteczności publicznej;
- obiekty gospodarcze z XVIII, XIX i I poł. XX wieku;
- park miejski (mauzoleum, pomnik Heinricha Wiebe);
- ławka zakochanych (ul. Grunwaldzka);
- szpital specjalistyczny (ul. Kuracyjna);
- dworzec PKP (ul. Daszyńskiego);
- cukrownia (ul. Daszyńskiego);
- urząd miejski;
- kaplica (ul. Polna);
- pozostałości gimnazjum (ul. Polna);
- figurka Marii Panny (ul. Warszawska);
- kaplica (ul. Kuracyjna);
- remiza OSP (ul. Reymonta);
- fundamenty murów obronnych (ul. Malborska);
- willa Karola (ul. Obrońców Westerplatte);
- zachowane piwnice i korytarze na terenie „Starego Miasta”.

Wybrane zabytki miasta
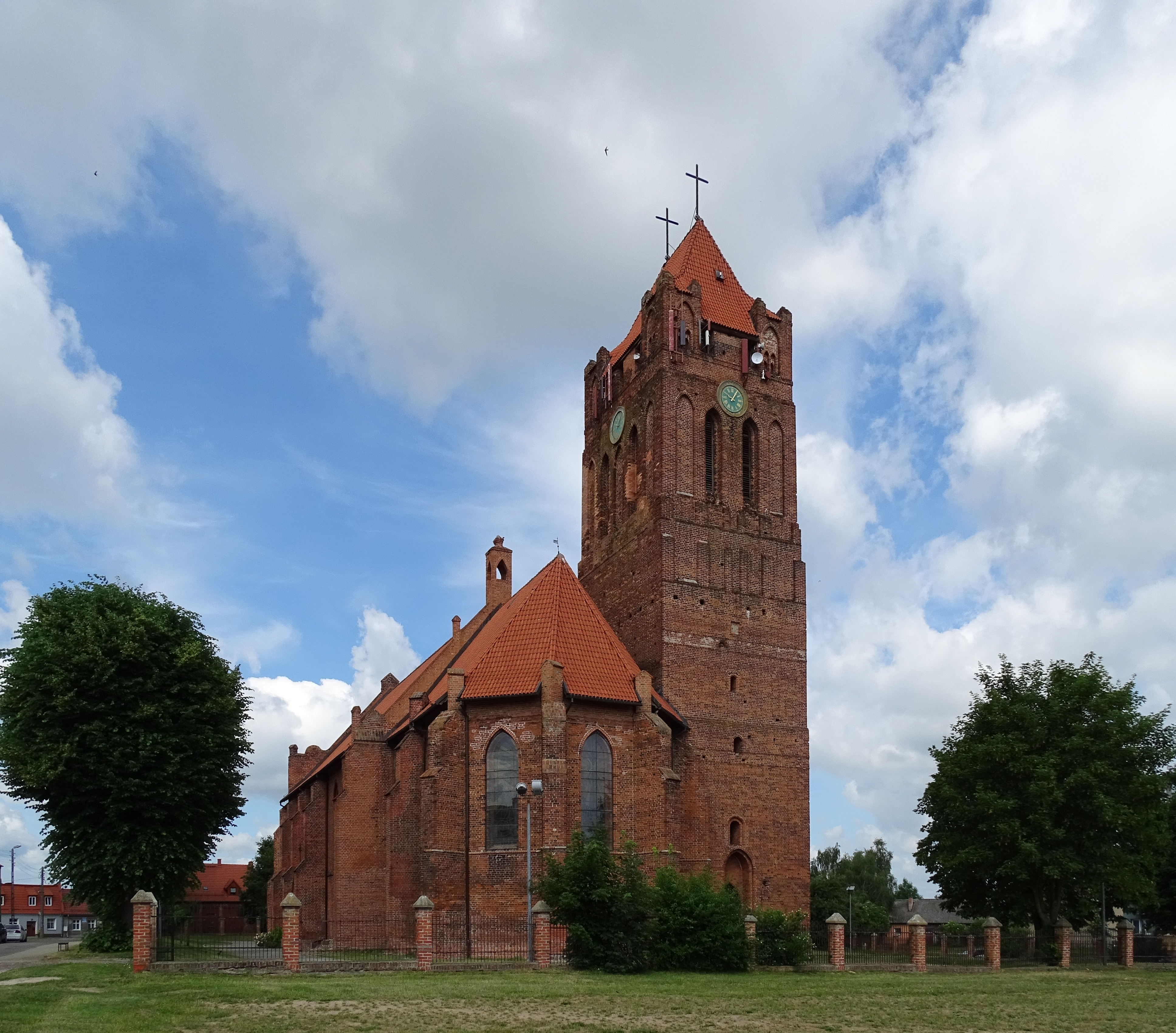
Konkatedra św. Wojciecha
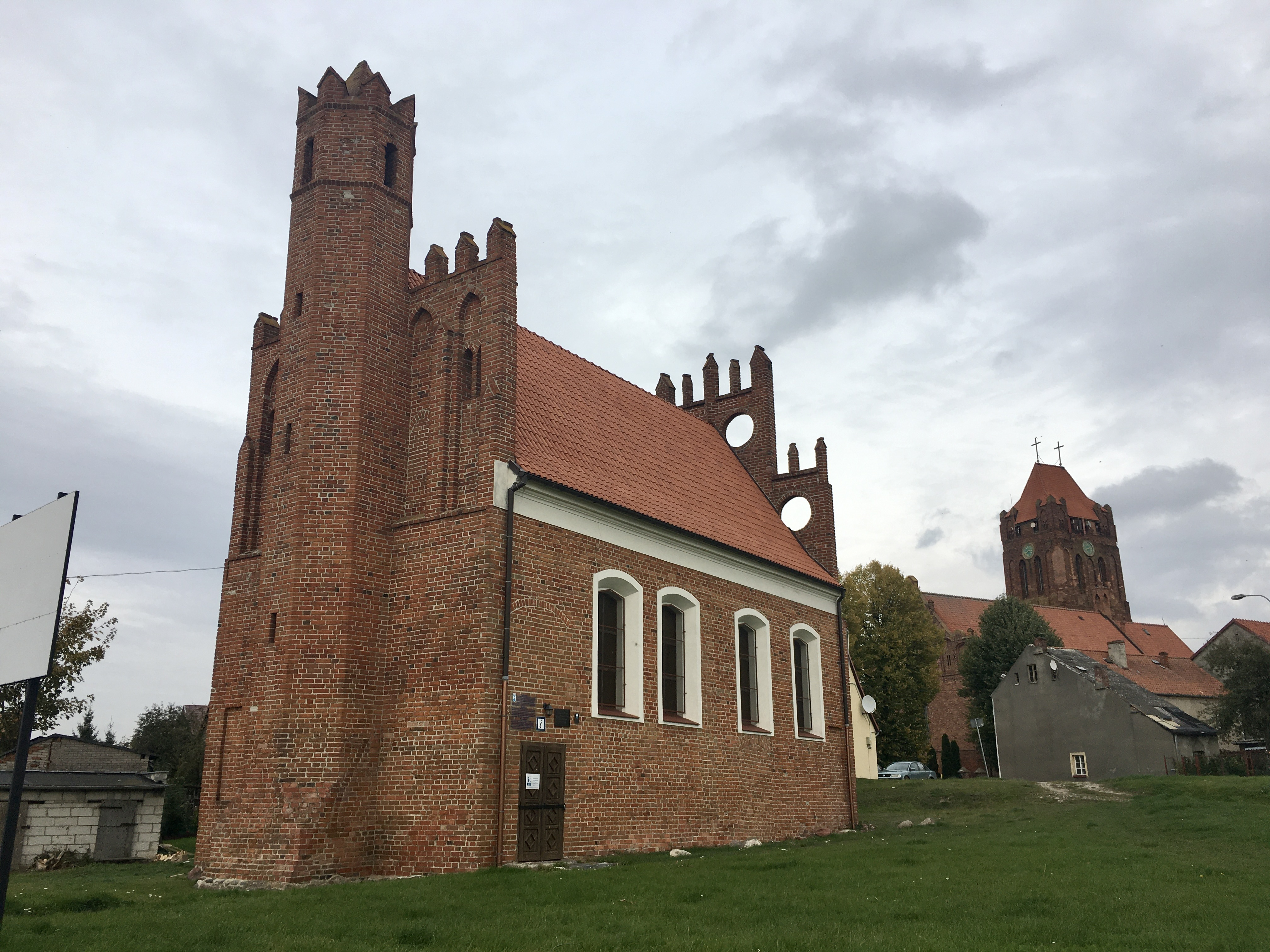
Kościół Polski
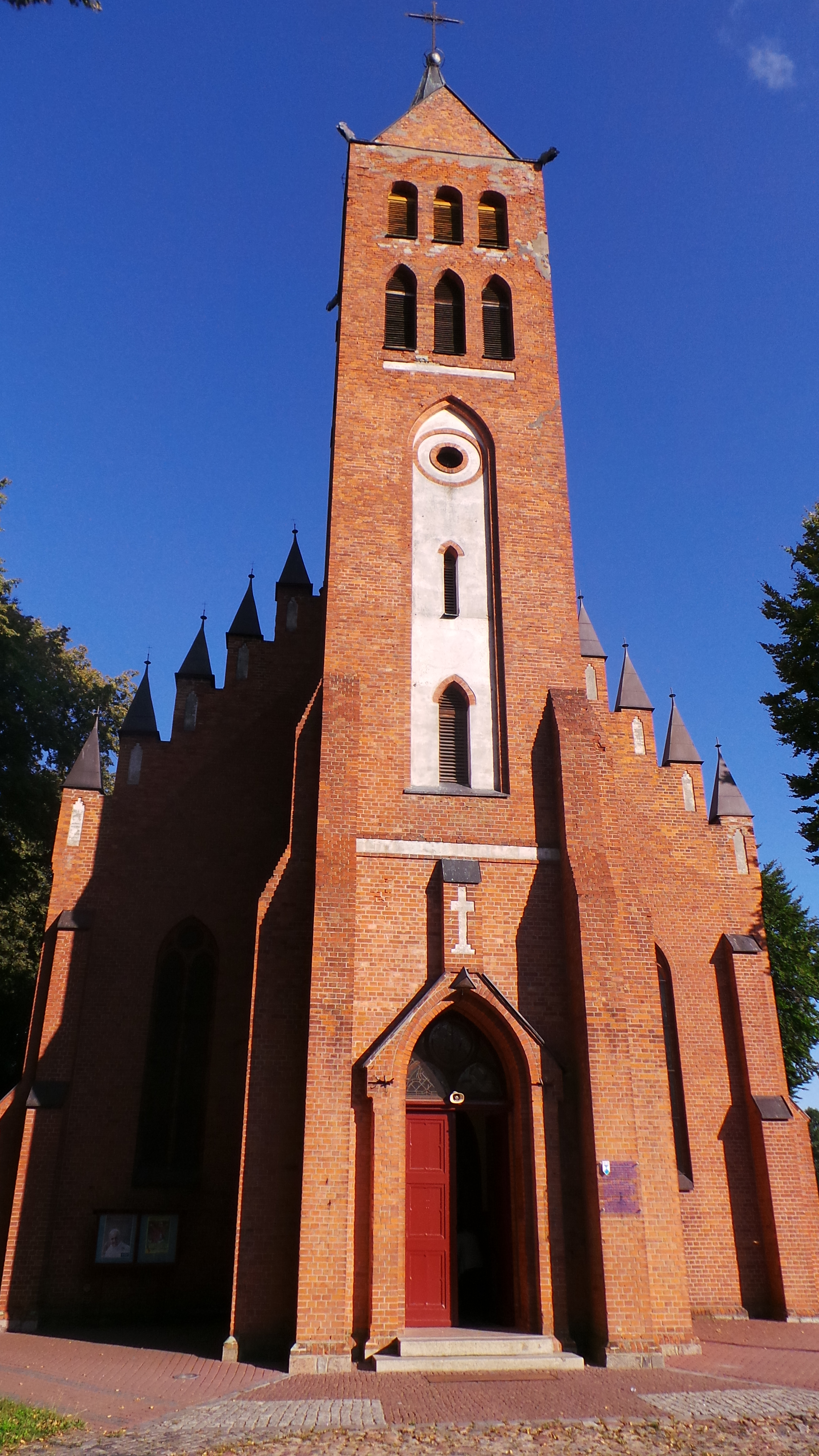
Neogotycki kościół św. Andrzeja
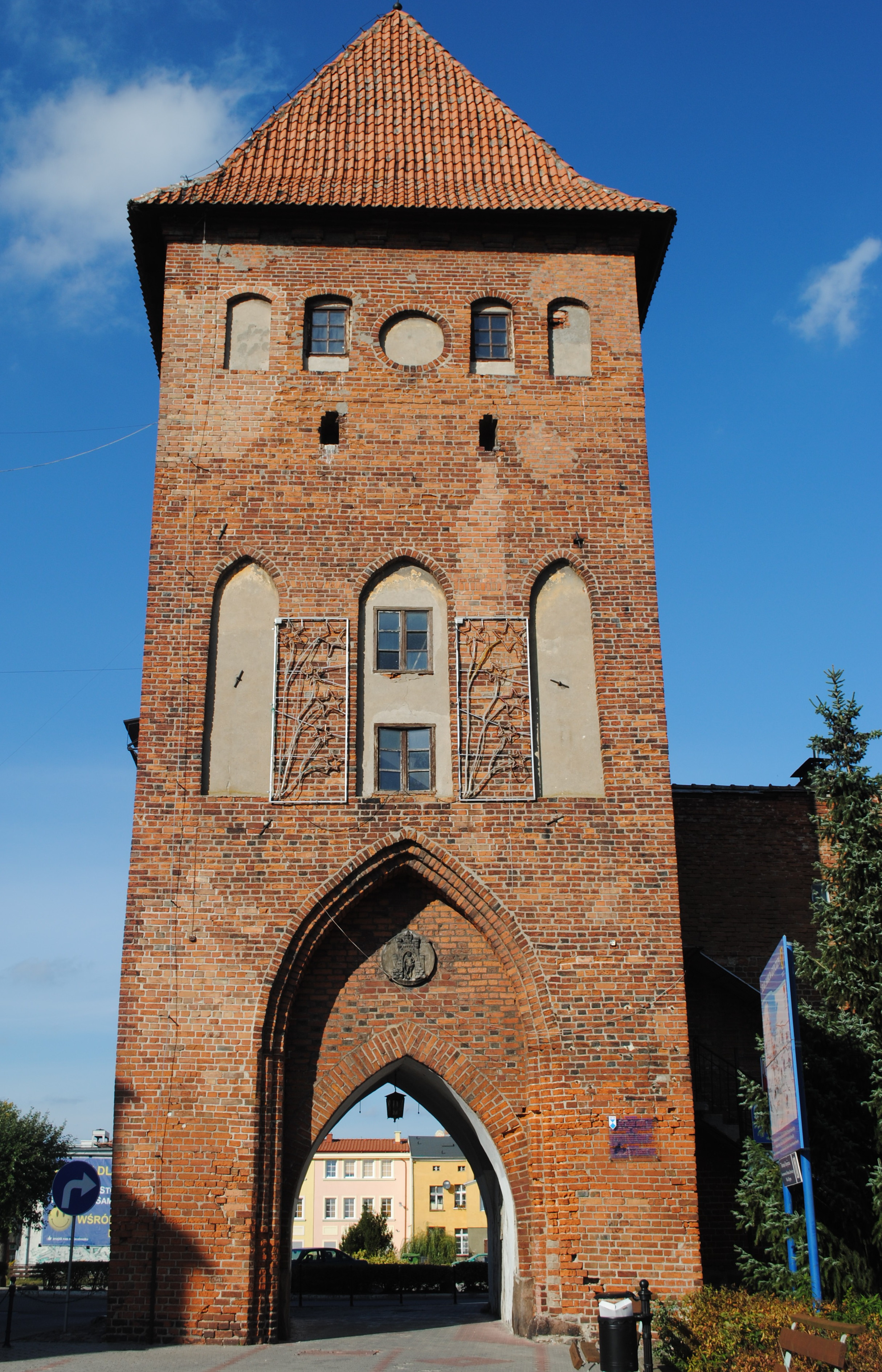
Brama Kwidzyńska
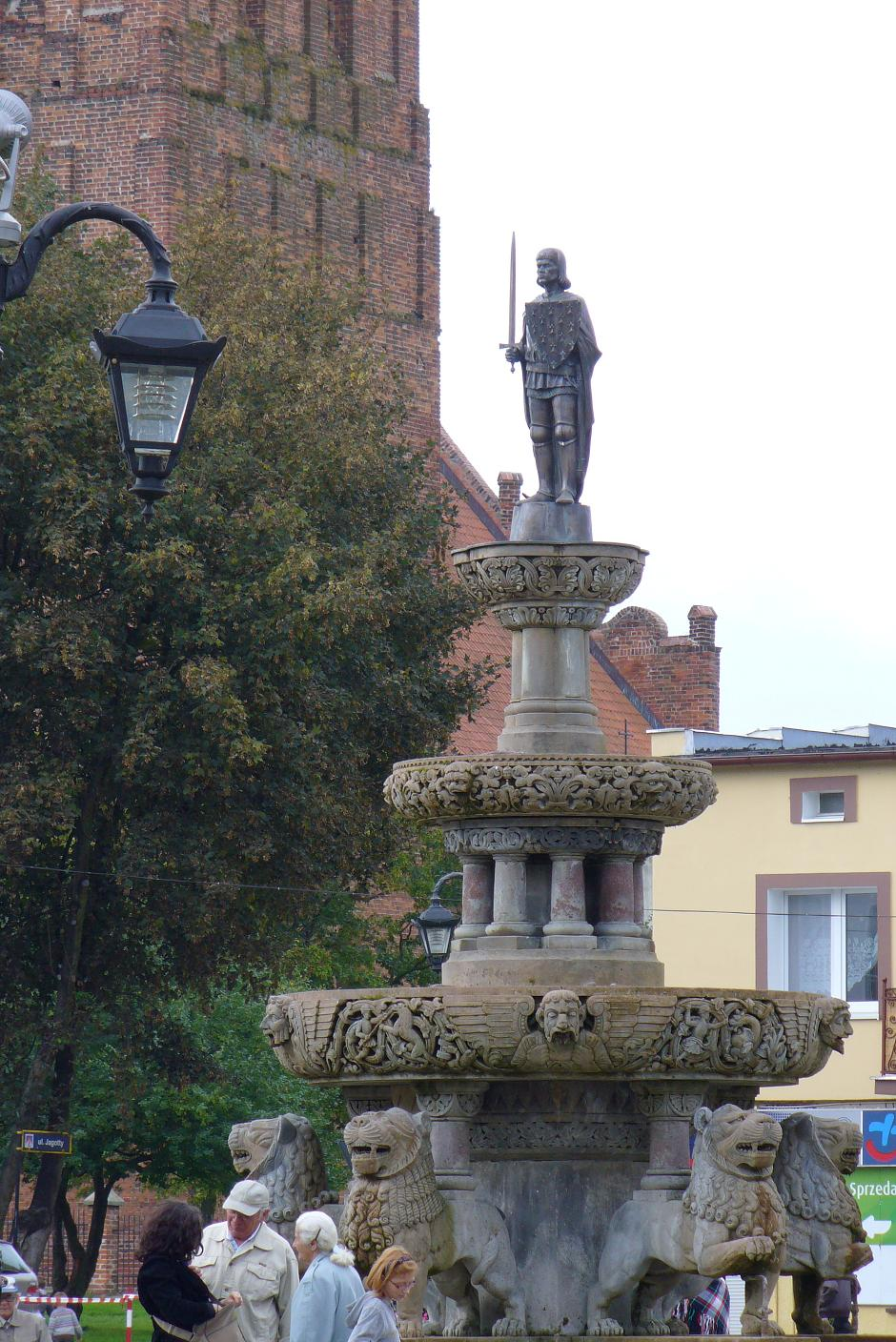
Fontanna Ronalda

Zabytki nieistniejące
- gimnazjum realne (ul. Polna)
- bramy miejskie
- obóz przejściowy – „Zatorze”

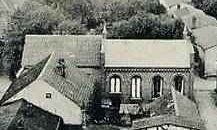
Synagoga (obecnie nie istnieje)

- budynki mieszkalne – „Stare Miasto”
- pomnik Webera
- synagoga
- cmentarz żydowski (ul. Władysława Jagiełły)
- ratusz miejski
- hotel „Niemiecki dom”
- kino-teatr
- schronisko młodzieżowe

Pomniki
- pomnik pamięci Polaków pomordowanych przez nacjonalistów ukraińskich na Kresach Wschodnich Rzeczypospolitej przy ul. Kwidzyńskiej[26]
- pomnik doktora Krauze przy ul. Grunwaldzkiej
- figurka Marii Panny przy ul. Warszawskiej
- tablica poświęcona doktorowi Krauze przy ul. Kuracyjnej
- pomnik założyciela parku miejskiego w parku miejskim

## Transport
Połączenia drogowe

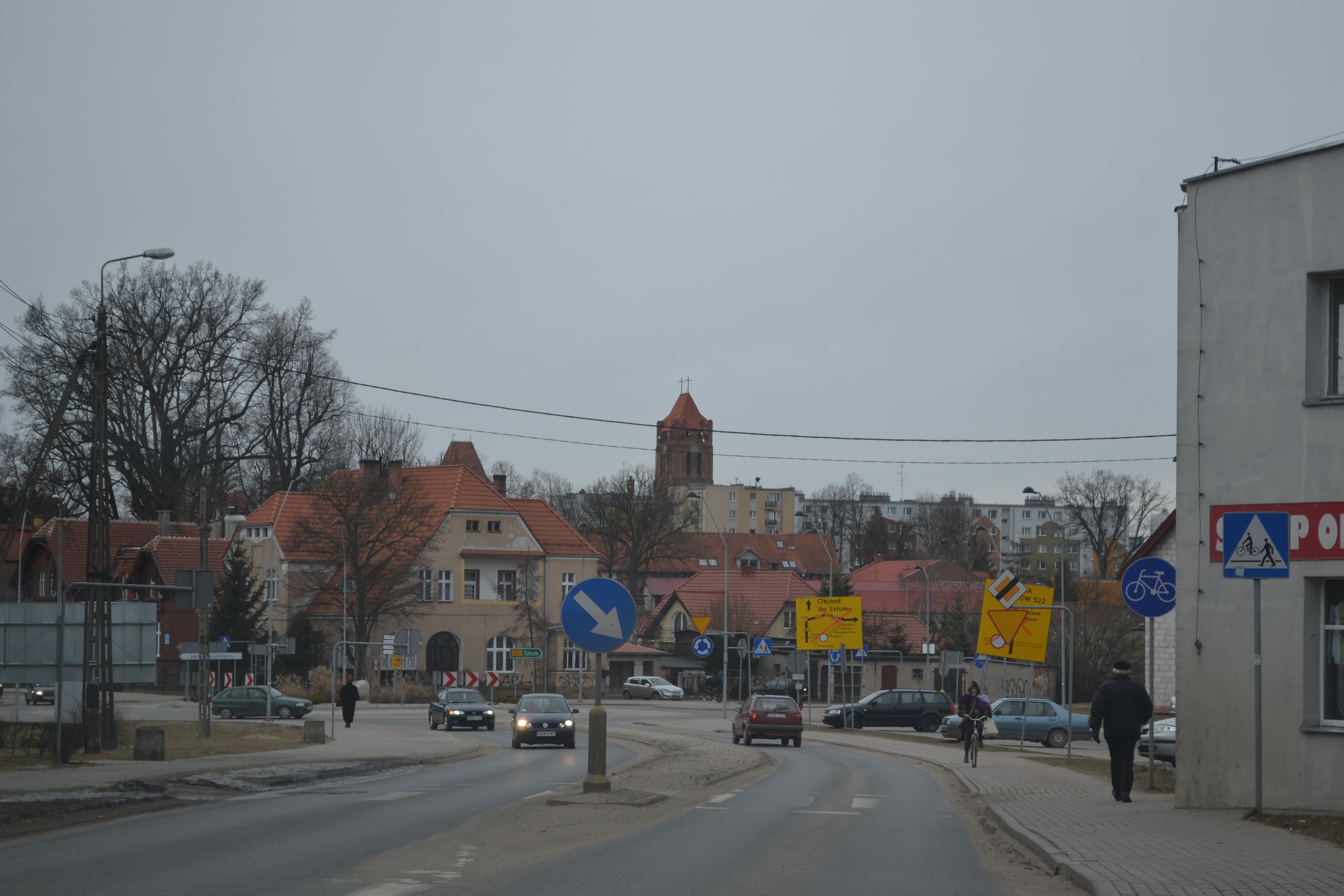
Droga wojewódzka 521 (ul. Władysława Jagiełły), w tle wieża konkatedry

- 521 Kwidzyn – Prabuty – Susz – Iława
- 522 Sztum – Mikołajki Pomorskie – Prabuty – Kisielice
- 520 Prabuty – Kamieniec

Transport kolejowy
- Trasa kolejowa Warszawa – Gdynia
- Trasa kolejowa Prabuty – Kwidzyn

## Trasy rowerowe
- Szlak Czerwony Prabuty – Stare Miasto – Dołek – Szramowo – Laskowice – Orkusz – Gdakowo – Sypanica – Prabuty
- Szlak Zielony Prabuty – Stare Miasto – Sanatorium – Kołodzieje – Gilwa – rzeka Liwa – Prabuty
- Szlak Niebieski Prabuty – Stare Miasto – Sanatorium – Obrzynowo – Jakubowo – Rodowo – Górowychy – Prabuty
- Szlak Czarny Prabuty – Sanatorium – Grażynowo – Kowale – Pilichowo – Trumiejki – Jaromierz
- Szlak Żółty Prabuty – Stare Miasto – Obrzynowo – Jakubowo – Stążki – Rodowo – Górowychy – Gonty – Sypanica – Gdakowo – Orkusz – Laskowice – Szramowo – Prabuty

## Dzielnice i osiedla mieszkaniowe Prabut

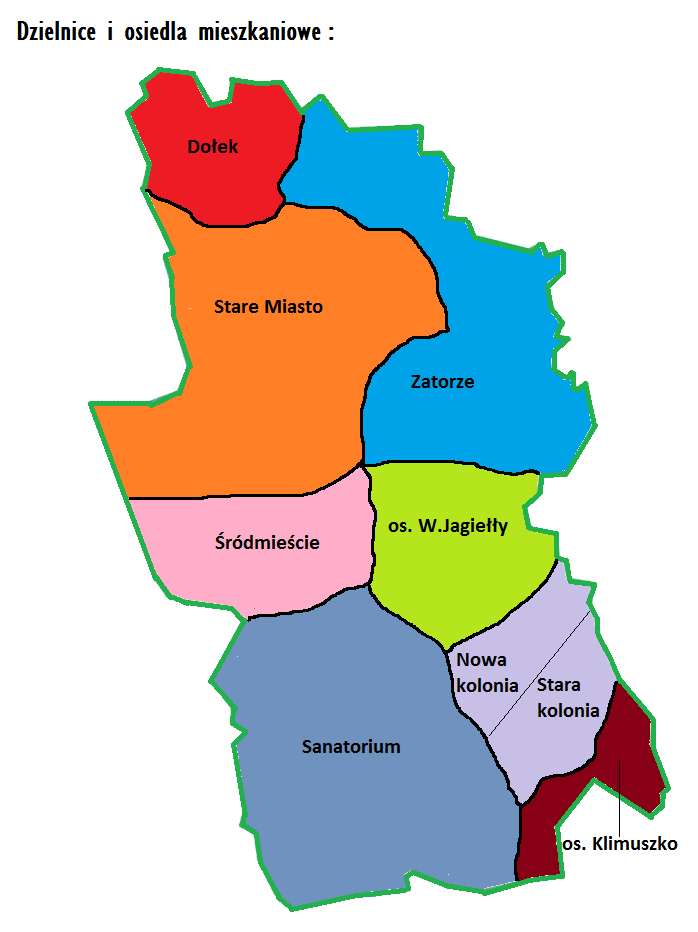
Dzielnice Prabut

Prabuty są podzielone administracyjnie na dzielnice, osiedla mieszkaniowe i 1 strefę ekonomiczną „Zatorze”. W południowo-wschodniej części miasta budowane jest osiedle „Klimuszko”.
Stare Miasto
- Stare Miasto
- Centrum
- Śródmieście (dawniej kwidzyńskie przedmieście)

Gniewskie przedmieście
- Dołek
- Zacisze

Osiedla Południowe
- Stara Kolonia
- Nowa Kolonia
- Sanatorium
- Osiedle południowe
- Osiedle Klimuszki – nowo powstałe osiedle
- Kisielickie przedmieście

Strefa ekonomiczna
- Koszary
- Zatorze

Osiedle Władysława Jagiełły
- Osiedle I
- Osiedle II

## Honorowi obywatele Prabut
- Paul von Hindenburg (ur. 2 października 1847, zm. 2 sierpnia 1934) – prezydent Niemiec
- Czesław Klimuszko (ur. 23 sierpnia 1905, zm. 25 sierpnia 1980) – polski duchowny
- Werner Zebrowski[27] (potrzebne dane) – kolekcjoner pamiątek, zdjęć, pamiątek, obrazów, grafik, odznaczeń, związanych z historią Prabut[28]

## Ludzie związani z Prabutami
Tomasz Wandzel – ur. w 1975 r. w Głuchołazach. W 1998 r. utracił wzrok, w 2004 r. zamieszkał w Prabutach, gdzie został radnym miejskim; pisarz, autor książek m.in. "Dom w chmurach", "Chłopiec z Kresów" i "Chłopiec, który przeżył Auschwitz. Historia Prawdziwa". W 2010 r. zajął I miejsce w ogólnopolskim konkursie na reportaż prasowy im. Macieja Szumowskiego.

## Media
Na terenie Prabut działa Telewizja kablowa Prabuty, wydawana jest także prasa: Gazeta Prabucka oraz Prabuckie Wieści.

## Sport
Kluby sportowe
- Gryf VECRO Prabuty – koszykówka (klub występuje w III lidze)[31]
- Pogoń Prabuty – piłka nożna (klub występujący w V Lidze)
- Wojtas Prabuty – piłka nożna (gminny klub sportowy)

Obiekty sportowe
- stadion piłkarsko-lekkoatletyczny (ul.Polna)
- stadion piłkarsko-lekkoatletyczny (ul.Kuracyjna)
- miejski stadion MKS Pogoń Prabuty (ul.Władysława Jagiełły)
- kompleks boisk „Orlik 2012”
- kort tenisowy (ul.Władysława Jagiełły)
- hala sportowa przy Szkole Podstawowej (ul.Obrońców Westerplatte)
- stadnina koni Prabuty – Julianowo
- Skatepark

Parki i skwery miejskie
- Park miejski (ul.Parkowa – Zacisze)
- Skwer miejski przy (ul.Grunwaldzkiej – Śródmieście)
- Skwer im. Jana Pawła II (ul.Rynek – Stare Miasto)
- Skwer miejski (ul.Warszawska – Stare Miasto)

## Pomniki przyrodnicze i rezerwat
Na terenie gminy znajdują się 24 pomniki przyrodnicze oraz rezerwat przyrody Liwieniec.

## Muzea i punkty informacji turystycznej
Muzea
- kaplica zamkowa (ul.Zamkowa)
- brama kwidzyńska (ul.Kwidzyńska)
- izba muzealna w Szpitalu Specjalistycznym (ul. Kuracyjna)

Punkty informacji turystycznej
- sala wystawowa im. Webnera Zebrowskiego (ul. Kwidzyńska)
- kaplica zamkowa (kościółek polski) (ul. Zamkowa)
- Prabuckie Centrum Kultury i Sportu (ul. Łąkowa)

## Współpraca międzynarodowa
Miasta i gminy partnerskie:
- Szwecja Tingsryd
- Ukraina Tomaszgród

## Wspólnoty wyznaniowe
- Parafia św. Wojciecha w Prabutach
- Świadkowie Jehowy – zbór Prabuty z Salą Królestwa[32]